# This Brings Us to Volume I
This Brings Us to Volume I ist ein Jazzalbum von Henry Threadgill. Die im November 2008 in den Brooklyn Recording Studios, Brooklyn, entstandenen Aufnahmen erschienen 2009 auf Pi Recordings.

## Hintergrund
Nach seinen beiden, 2001 bei Pi Recordings erschienenen Alben Everybodys Mouth’s a Book und Up Popped the Two Lips nahm der Saxophonist, Flötist und Bandleader Henry Threadgill erst wieder im November 2008 Musik unter eigenem Namen auf; in der Zwischenzeit war er lediglich bei zwei Aufnahmesessions Billy Bang (Vietn*m: Reflections) und seinem früheren Schlagzeuger Dafnis Prieto (Absolute Quintet) beteiligt. 2008 nahm er dann mit seiner Formation Henry Threadgill Zooid, mit José Davila (Posaune, Tuba), Liberty Ellman (Gitarre), Stomu Takeishi (Bassgitarre) und Elliot Humberto Kavee (Schlagzeug) Material für das zweiteilige Werk This Brings Us To auf. Zooid war seit Beginn des Jahrtausends Threadgills wichtigstes Arbeitsensemble und ersetzte die elektrifizierten Bands Very Very Circus und Make a Move der 1990er-Jahre.
Ein Zooid, meinte Troy Collins, sei „eine Zelle, die sich innerhalb eines lebenden Organismus unabhängig bewegen kann“. Threadgill übertrage das naturwissenschaftliche Konzept auf sein umfangreiches Komponieren/Arrangieren und weise jedem Musiker separate Intervallblöcke zu, die es ihnen ermöglichen, unabhängig von der Gruppe zu agieren und gleichzeitig ein Gesamtgefühl der melodischen, harmonischen und rhythmischen Struktur beizubehalten. „Diese kontrapunktischen Themen werden durch eine Schar komplizierter, vielschichtiger Rhythmen ergänzt. Obwohl die Downbeats alles andere als offensichtlich sind, ist die polyrhythmische Unterströmung unerbittlich und regt sich selbst in der sparsamsten Einstellung.“, schrieb Collins.

## Titelliste

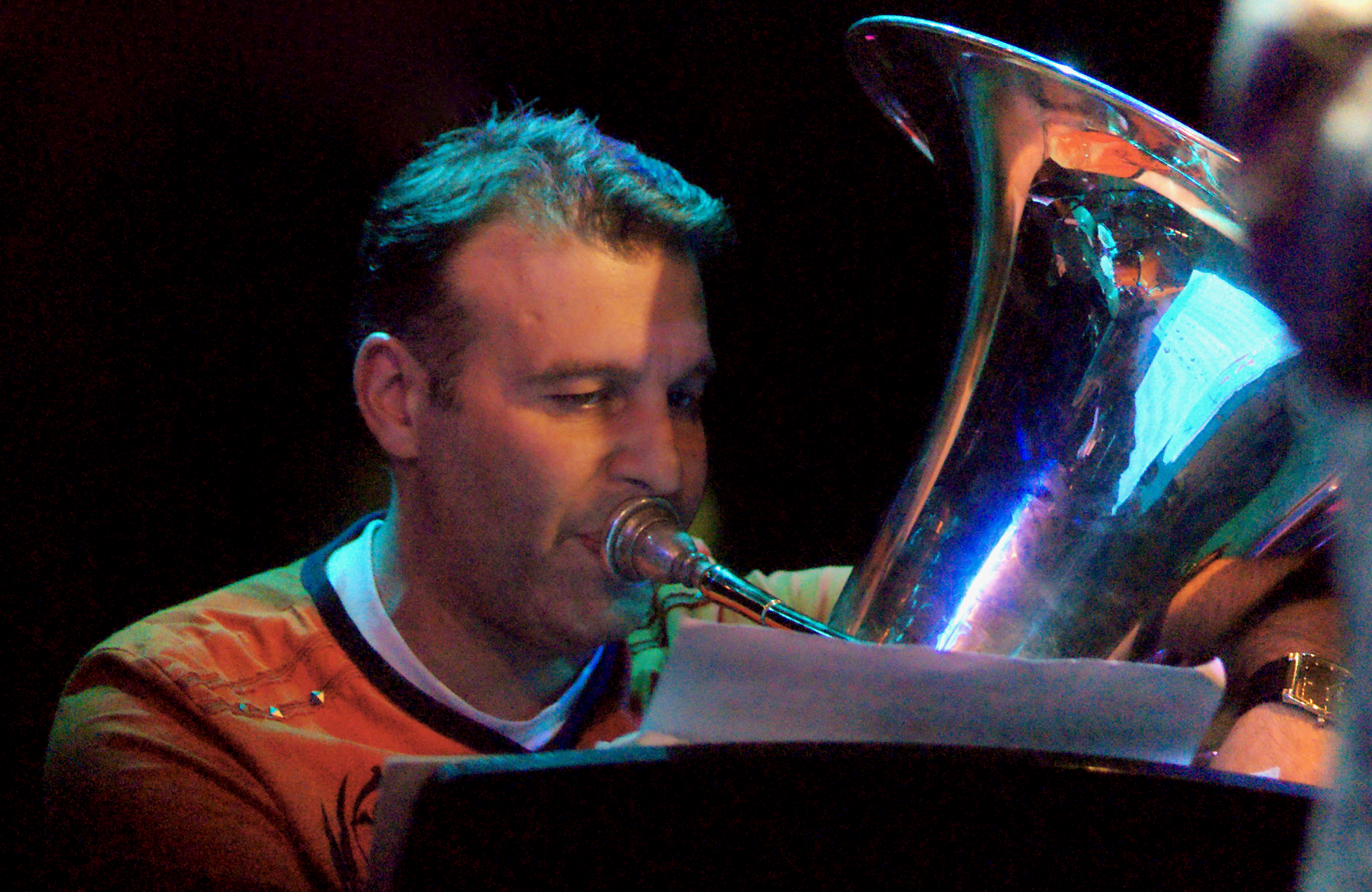
José Davila bei einem Auftritt mit Henry Threadgill & Zooid, 16. November 2011

- Henry Threadgill Zooid – This Brings Us to Volume I (Pi Recordings PI31)[3]

1. White Wednesday Off the Wall 4:57
2. To Undertake My Corners Open 8:40
3. Chairmaster 7:42
4. After Some Time 5:34
5. Sap 8:40
6. Mirror Mirror the Verb 3:20

Die Kompositionen stammen von Henry Threadgill.

## Rezeption
Michael G. Nastos verlieh dem Album in Allmusic vier Sterne und schrieb, Henry Threadgill sei im Bezugsfeld der abstrakten Musik ein unerschütterlicher, spontaner Komponist, dessen persönlicher Klang fast unmöglich zu identifizieren oder mit Sicherheit kodifiziert werden könne. Die schwer fassbare Natur von Threadgills progressivem Jazz dürfte selbst diejenigen verwirren, die sich am meisten an seinen skurrilen Stücken orientieren. Wo das Quintett Zooid in diesem skurrilen Dilemma landet, einen charakteristischen Sound zu bestimmen, sei Gegenstand von Vermutungen, aber es habe definitiv seine eigene Art von konzentriertem Zusammenhalt. Threadgills Zooid sei eine einzigartige Kombination von Musikern, die zusammen wie kein anderes modernes Jazz-Ensemble klinge, so Nastos in seinem Resümée.

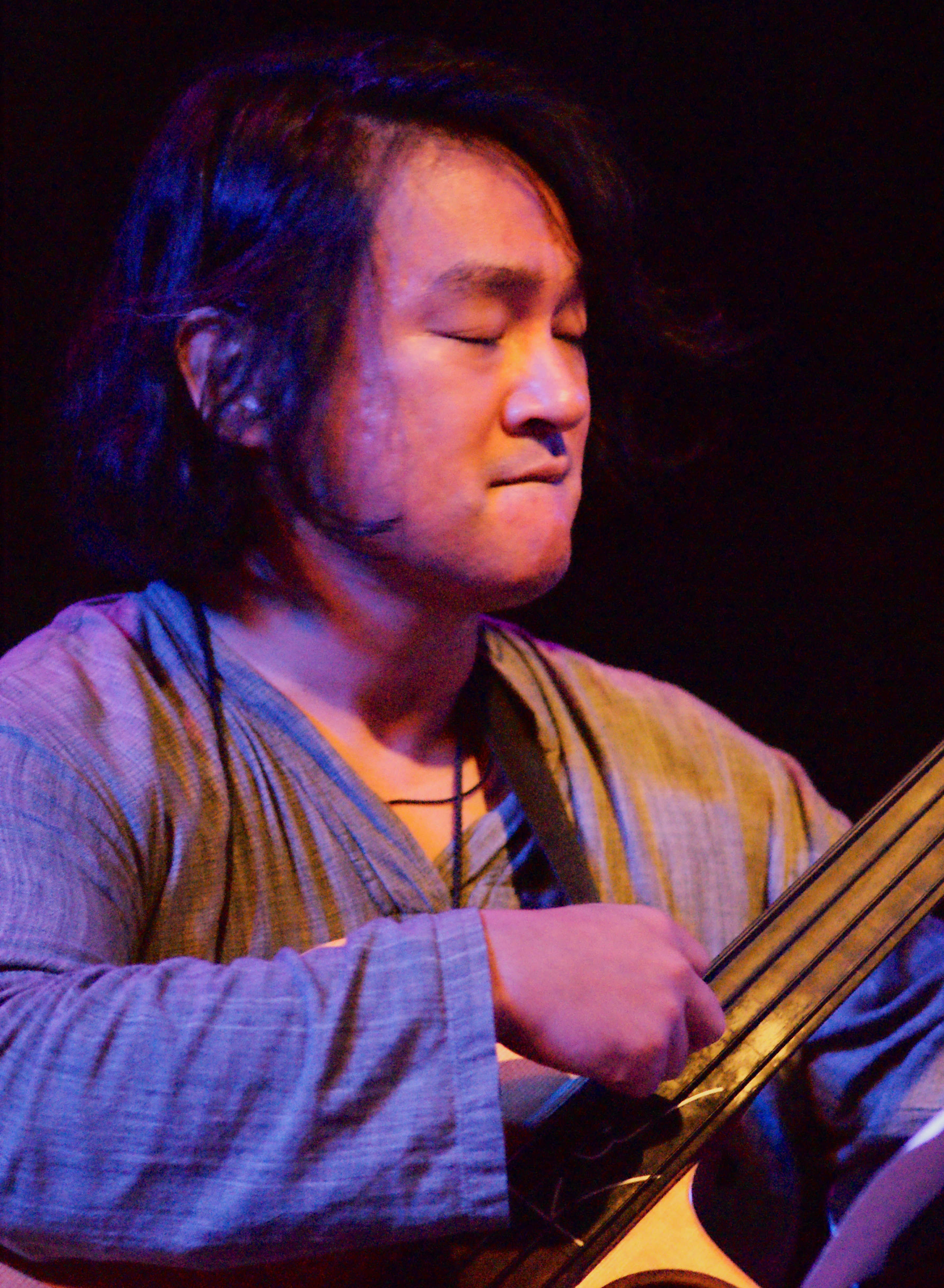
Stomu Takeishi bei einem Auftritt mit Henry Threadgill & Zooid, 16. November 2011

Nach Ansicht von Troy Collins, der das Album in All About Jazz rezensierte, zeige jedes Mitglied des Quintetts eine einstudierte Beziehung und sei seit langem mit dem Bandleader verbunden; alle sind Veteranen von Zooid, außer Takeishi, der bereits in Make a Move mitspielte. Aus jahrelanger Erfahrung würden Davila, Takeishi und Kavee die ungewöhnlichen Metren und dornigen Konturen dieser labyrinthischen Strukturen souverän meistern. Von der Arbeit westlicher Neoklassizisten ebenso inspiriert wie von afrokubanischen Rhythmen und traditioneller javanischer Gamelanmusik, bringe Threadgill eine rhythmisch aufgeladene, theatralische Atmosphäre in seine bluesigen, R&B angehauchten Kompositionen. Die sechs Stücke des Albums in einem dramatischen Bogen arrangiert, intensiviere sich die Aufnahme und spiegle Threadgills Wechsel von Flöte zum Altsaxophon wider. „Threadgill entfaltet in der ersten Hälfte des Albums flüssige Variationen seiner stimmlich ausdrucksstarken Flöte, in der zweiten Hälfte gewundene bluesige Kadenzen aus seinem bissigen Altsaxophon.“

## Auszeichnungen
Das Album This Brings Us to Volume I erhielt eine Reihe Auszeichnungen als eine der besten Veröffentlichungen des Jahres 2009 und belegte Platz 4 bei der Down Beat Critics Poll, #4 bei der JazzTimes Poll und #2 bei der Village Voice Jazz Poll, sowie zahlreiche Erwähnungen in Journalistenlisten zum Jahresende (etwa die Nominierung für die JJA-Awards als Album des Jahres), die unter anderem in Tageszeitungen wie The New York Times erschienen.